# Absolut Vodka
Absolut Vodka är ett svenskt varumärke för vodka som tillverkas i Åhus av The Absolut Company AB. Märket ägs av franska Pernod Ricard som i mars 2008 köpte bolaget (dåvarande Vin & Sprit) av svenska staten.

## Historik
Absolut lanserades 1879 av Lars Olsson Smith, då under namnet Absolut Rent Brännvin och produceras till en början av Reymersholms Spritförädlings AB på Reimersholme i Stockholm. Smith utmanade staden Stockholms vätskemarknadsmonopol med sin vodka. Den såldes strax utanför stadsgränsen till ett lägre pris än monopolets produkt. Smith erbjöd även gratis båtturer till destilleriet och "Rent Brännvin"
Namnet Absolut skapades genom att Absolut Rent Brännvin i mitten av 1970-talet döptes om till Renat Brännvin och namnet Absolut kom att användas till den nya produkten, som lanserades 1979 under namnet Absolut Vodka. Drycken fick sitt genombrott över hela världen på 1980-talet genom en nyskapande annonsering, kombinerad med introduktionen av en genomskinlig flaska som till formen var inspirerad av gamla tiders medicinflaskor och hade texten tryckt direkt på glaset. Bakom den framgångsrika lanseringen stod bland andra marknadschefen Peter Ekelund för Vin & Sprit, reklammännen Hans Brindfors och Gunnar Broman samt blendern Börje Karlsson.
Genom en konsekvent och fortfarande pågående marknadsföring med betoning på design och konst har märket etablerat sig som det tredje bäst säljande spritmärket efter Bacardi och Smirnoff. Flaskan har alltid stått i centrum för marknadsföringen och har i annonserna avbildats och tolkats fritt av konstnärer som Andy Warhol.

## Produktion

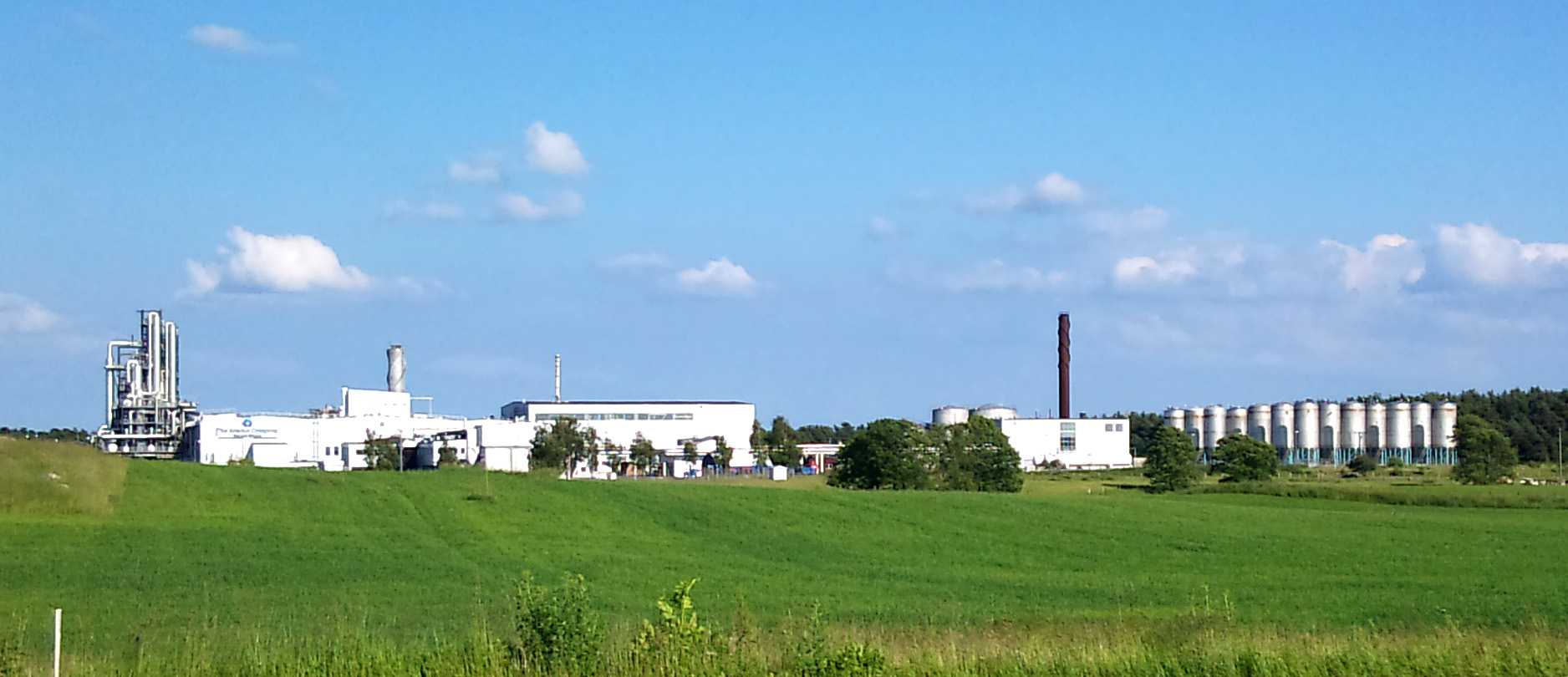
Absoluts bränneri i Nöbbelöv (Tings Nöbbelöv).

Absolut Vodka produceras i två fabriker i Skåne. Slutproduktionen sker i en fabrik i Åhus i form av rektifiering, utspädning, eventuell smaksättning och buteljering. I Nöbbelöv sker framställning av 96-procentigt råbrännvin genom jäsning och destillering med spannmål från södra Sverige som råvara, och detta råbrännvin vidareförädlas till slutprodukten i Åhus. År 2007 hade fabriken i Nöbbelöv 45 anställda och fabriken i Åhus över 200 anställda. Flaskorna till Absolut Vodka tillverkades på Limmareds glasbruk (Ardagh Glass) i Västergötland.

## Marknad
Den viktigaste marknaden för Absolut Vodka är USA där det såldes 73 miljoner liter 2003, vilket utgjorde mer än 40 procent av all importerad vodka i USA.[källa behövs] Sedan 1986 har även flera smaksatta varianter lanserats i liknande flaskor och med samma typ av marknadsföring.

## Kritik
Efter att initialt ha pausat sin verksamhet i Ryssland i samband med invasionen av Ukraina återupptogs exporten under april 2023. Detta ledde till att ett flertal ledande svenska politiker uppmanade till bojkott av Absolut och andra varumärken tillhörande Pernod Ricard.

## Produkter
Lanseringsår inom parentes:
- Absolut Vodka 40 % (1979)
- Absolut Vodka 50 % (1979)
- Absolut Peppar (1986)
- Absolut Citron (1988)
- Absolut Kurant (1992)
- Absolut Mandrin (1999)
- Absolut Vanilia (2003)
- Absolut Raspberri (2004)
- Absolut Apeach (2005)
- Absolut Ruby Red (2006)
- Absolut Pears (2007)
- Absolut 100 (2007)
- Absolut Mango (2008)
- Absolut Berri Acai (2010)
- Absolut Wild Tea (2010)
- Absolut Orient Apple (2011)
- Absolut Elyx (2012)
- Absolut Gräpevine (2012)
- Absolut Cherrykran (2012)
- Absolut Hibiskus (2013)
- Absolut Cilantro (2013)
- Absolut Lime (2017)[5]
- Absolut Extrakt (2017)[6]

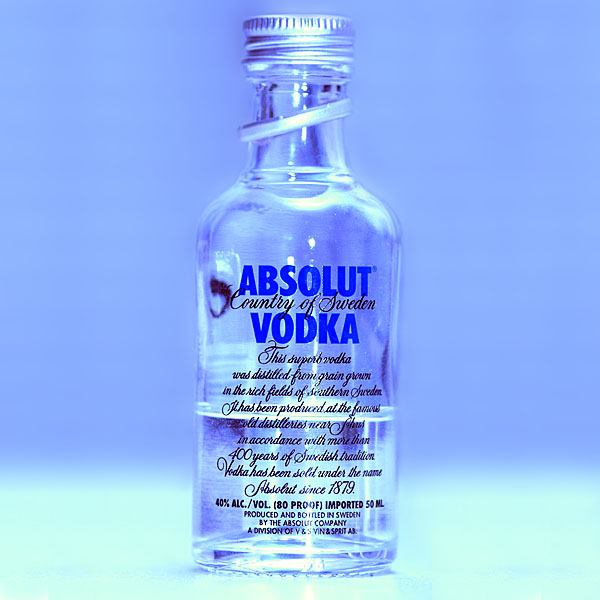
En Absolut Vodka-flaska.

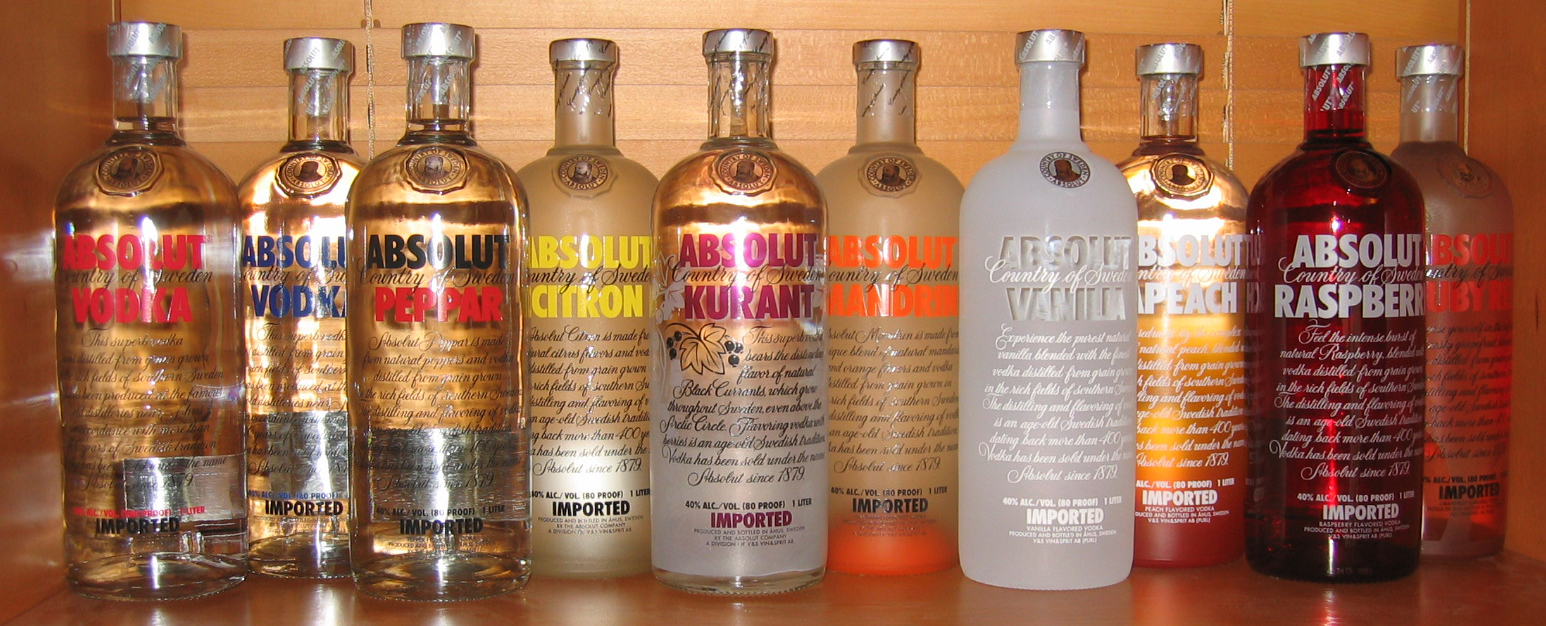
Tio sorter Absolut Vodka.

Utöver detta finns ett antal specialutgåvor:
- Absolut New Orleans (2007)
- Absolut Los Angeles (2008)
- Absolut Tropics (2009)
- Absolut Boston (2009)
- Absolut Brooklyn (2010)
- Absolut Watkins (2010)
- Absolut Glimmer (2010)
- Absolut San Francisco (2011)
- Absolut Svea (2011)
- Absolut Rio (2011)
- Absolut Miami (2012)
- Absolut Istanbul(2012)
- Absolut Mexico (2012)
- Absolut Unique (2012)
- Absolut Polakom (2012)
- Absolut London (2012)
- Absolut Exposure (2013)
- Absolut Moscow (2013)
- Absolut Chicago (2013)
- Absolut Karnival (2014)
- Absolut Texas (2014)
- Absolut Oz (2014)
- Absolut Berlin (2014)
- Absolut Åhus (2018)[7][8]
- Absolut Love (2018)[9]

### Andra Absolut-produkter
- Level Vodka är en vodka som marknadsförs som ännu exklusivare än Absolut. Den lanserades 2004 i en flaska som kan liknas vid en högre, smalare och frostad Absolut-flaska.
- Absolut Cut var en färdigblandad drink, (RTD, Ready to Drink), som lanserades våren 2004 i Kanada. Tre olika smaksättningar producerades; citrus, kiwi och äpple. De såldes i designade flaskor om 33 cl, alkoholhalten var 7 %. Absolut Cut säljs inte längre.
- Absolut Five är en produkt bestående av 5 flaskor à 50 ml. De fem flaskorna består av smakerna Absolut Citron, Absolut Vanilia, Absolut Raspberri, Absolut Ruby Red och Absolut Pears.
- Absolut Amber (2013) är en fatlagrad produkt.[10]
- Absolut Oak (2015) är en fatlagrad produkt.